# Peczora (rzeka)
Peczora (ros. Печора, Pieczora, komi Печӧра, nieniecki Санэро” яха) – rzeka w europejskiej części Rosji płynąca przez Republikę Komi oraz przez Nieniecki Okręg Autonomiczny. Długość – 1810 km, powierzchnia zlewni – 322 tys. km².
Jej źródła znajdują się w Peczorsko-Iłyckim Rezerwacie Biosfery na Uralu Północnym. Uchodzi do Morza Barentsa, gdzie znajduje się Rezerwat Nieniecki. Jej główne dopływy to Usa i Iżma. Przepływa przez Troicko-Pieczorsk, Peczorę i Narjan-Mar. Zamarza na 8 miesięcy w roku.
Rzeką odbywa się spław drewna, statki dopływają tylko do miasta Narjan Mar, wzdłuż niej znajdują się złoża węgla, ropy naftowej i gazu ziemnego.